# Comoé (Provinz)
Comoé ist eine Provinz in der Region Cascades im westafrikanischen Staat Burkina Faso mit 535.136 Einwohnern auf 15.302 km².
Sie ist nach dem sie durchfließenden Fluss Comoé benannt und die Hauptstadt ist Banfora.
Von touristischer Bedeutung sind vor allem die Cascades de Banfora und die Dômes de Fabédougou.

## Lage der Departements/Gemeinden
| Karte | Nr.              | Departement/Gemeinde |
| ----- | ---------------- | -------------------- |
|       |                  |                      |
| 1     | Banfora          |                      |
| 2     | Bérégadougou     |                      |
| 3     | Mangodara        |                      |
| 4     | Moussodougou     |                      |
| 5     | Niangoloko       |                      |
| 6     | Ouo              |                      |
| 7     | Sidéradougou     |                      |
| 8     | Soubakaniédougou |                      |
| 9     | Tiéfora          |                      |